# Новотроєвка (Уфимський район)
Новотро́євка (рос. Новотроевка, башк. Яңы Троевка) — присілок у складі Уфимського району Башкортостану, Росія. Входить до складу Шемяцької сільської ради.
Населення — 236 осіб (2010; 207 у 2002).
Національний склад:
- росіяни — 66 %